# Sergio Tofano

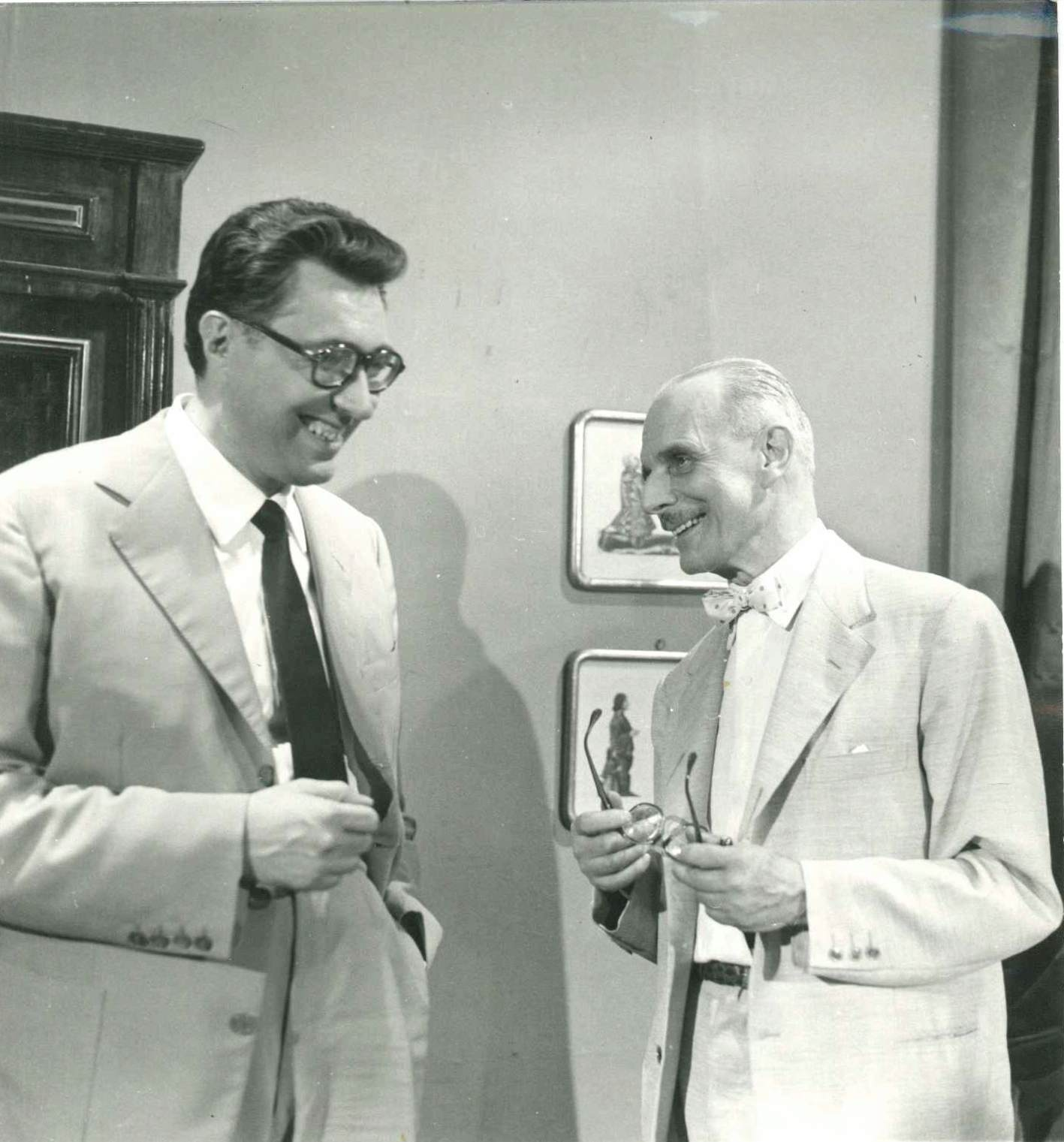
Sergio Tofano (rechts) mit Luigi Silori 1959

Sergio Tofano alias Sto (* 20. August 1883 in Rom; † 28. Oktober 1973 ebenda) war ein italienischer Comiczeichner, Schriftsteller, Regisseur, Schauspieler und Maskenbildner. Bekannt wurde er insbesondere durch die Figur des Signor Bonaventura, die er von 1917 bis 1953 zeichnete und auch auf die Bühne brachte.

## Leben und Werk
Als Sohn eines Richters studierte Tofano zunächst Rechtswissenschaften, hatte aber auch schauspielerische Ambitionen. Ab dem Jahr 1909 war er Mitglied mehrerer Theatergruppen und begann parallel dazu eine Laufbahn als Illustrator mit dem Pseudonym Sto. Von 1914 bis 1923 zeichnete er für die Zeitschrift Il Numero, am 28. Oktober 1917 erschien in Il Corriere dei piccoli zum ersten Mal seine bekannteste Comicfigur, Signor Bonaventura. Diese Figur, die ihre Abenteuer stets bettelarm begann und ohne eigene Verdienste am Ende jeder Geschichte um eine Million Lire reicher war, zeichnete Tofano nicht nur bis zum Jahr 1953, sondern brachte sie wiederholt auf die Bühne.
Zusammen mit der Schauspielerin Rosetta Tofano, mit der er von 1923 bis zu ihrem Selbstmord im Jahr 1960 verheiratet war, hatte Tofano einen gemeinsamen Sohn, den Regisseur und Drehbuchautor Gilberto Tofano.
Auf Deutsch ist von Tofano der Geschichten-Band Der König, der ein Bein zuviel hatte (Originaltitel: I cavoli a merenda) (Hanser Verlag, ISBN 3-446-16599-1) erschienen.

## Filmografie

### Als Regisseur
- 1941: Prinzessin Aschenbrödel (Cenerentola e il signor Bonaventura) (& Schauspieler)
- 1943: Gian Burrasca (& Schauspieler)

### Als Schauspieler (Auswahl)
- 1916: Tigrana
- 1916: Alcova tragica
- 1931: La segretaria privata
- 1932: La telefonista
- 1933: O la borsa o la vita
- 1937: I due misantropi
- 1938: Inventiamo l’amore
- 1943: La maschera e il volto
- 1947: Fürstin Waldenburgs letzte Liebe (Il cavaliere del sogno)
- 1952: Andere Zeiten (Altri tempi)
- 1955: Treu bis in den Tod (Andrea Chénier)
- 1957: Io, Caterina
- 1957: Träume in der Schublade (I sogni nel cassetto)
- 1958: Don Vesuvio und das Haus der Strolche (Il bacio del sole)
- 1958: Aufstand der Gladiatoren (La rivolta dei gladiatori)
- 1964: Unter dem Himmel von Florenz (La costanza della ragione)
- 1967: Ehe in Rom (Il padre di famiglia)
- 1968: Partner
- 1973: Hilfe ich bin spitz… e! (Rugantino)